# 나마주

나마주

나마주(아랍어: ولاية النعامة) 또는 나마주는 알제리 북서부에 위치한 주로, 주도는 나마이며 면적은 29,950km2, 인구는 209,470명(2008년 기준)이다.